# Jonathan Newsome
Jonathan Newsome (Cleveland, 22 gennaio 1991) è un giocatore di football americano e di football canadese statunitense che gioca nel ruolo di defensive end per i Birmingham Stallions della United States Football League (USFL). Fu scelto nel corso del quinto giro (166º assoluto) del Draft NFL 2014 dagli Indianapolis Colts della National Football League (NFL) per poi passare a giocare football canadese in CFL con i Saskatchewan Roughriders nel 2016. Al college giocò a football americano all'Università statale dell'Ohio (2009-2010) e alla Ball State University (2012-2013).

## Carriera professionistica

### Indianapolis Colts
Newsome fu scelto nel corso del quinto giro del Draft 2014 dagli Indianapolis Colts. Debuttò come professionista subentrando nella settimana 1 contro i Denver Broncos. Nella settimana 6 mise a segno il primo sack in carriera ai danni di Ryan Fitzpatrick degli Houston Texans. Nell'ultima partita dell'anno fece registrare 6 tackle, 2 sack e un fumble forzato, venendo premiato come miglior difensore della AFC della settimana. La sua prima annata si chiuse al secondo posto tra i rookie con 6,5 sack (leader della squadra), oltre a 28 tackle e 3 fumble forzati.
Il 22 febbraio 2016 Newton venne svincolato dai Colts, dopo essere stato arrestato per possesso di marijuana.

### Saskatchewan Roughriders
Il 30 maggio 2016 Newsome firmò con i Saskatchewan Roughriders della Canadian Football League (CFL). Con i Roughriders Newsome giocò tutte le 18 gare di stagione regolare del 2016, contribuendo a 27 tackle difensivi, 6 tackle di membri delle squadre speciali e 2 sack su quarterback; oltre a ciò Newsome mise a segno un intercetto durante la gara del 2 luglio 2017 contro i Winnipeg Blue Bombers.
Il 4 luglio 2017 il giocatore venne svincolato dai Roughriders.

### Ottawa Redblacks
Tre giorni dopo essere stato svincolato dai Roughriders, Newsome firmò un contratto con gli Ottawa RedBlacks.

## Palmarès
- Difensore della AFC della settimana: 1

17ª del 2014

## Statistiche
Statistiche NFL
| Partite totali      | 16  |
| Partite da titolare | 1   |
| Tackle totali       | 28  |
| Sack fatti          | 6,5 |
| Intercetti          | 0   |

Statistiche aggiornate alla stagione 2015
Statistiche CFL
| Partite totali | 28 |
| Tackle totali  | 14 |
| Sack fatti     | 4  |
| Intercetti     | 2  |

Statistiche aggiornate alla stagione 2017